# 지질 과산화

지질 과산화의 메커니즘

지질 과산화(脂質過酸化, 영어: lipid peroxidation)는 지질의 산화적 분해의 연쇄 반응이다. 지질 과산화는 자유 라디칼이 세포막의 지질로부터 전자를 빼앗아 세포를 손상시키는 과정이다. 이 과정은 자유 라디칼 연쇄 반응 메커니즘에 의해 진행된다. 이것은 특히 반응성 수소 원자를 가지고 있는 메틸렌 가교(-CH2-) 사이에 여러 이중 결합을 포함하기 때문에 다중불포화 지방산에 가장 자주 영향을 미친다.

## 같이 보기
- 지질